# (33897) Erikagreen
2000 KU41 (asteroide 33897) é um asteroide da cintura principal. Possui uma excentricidade de 0.15022360 e uma inclinação de 7.11606º.
Este asteroide foi descoberto no dia 27 de maio de 2000 por LINEAR em Socorro.